# Distrito de Santa Cruz (Cutervo)
El distrito de Santa Cruz es un distrito (municipio) de la provincia de Cutervo, ubicada en el departamento de Cajamarca, Perú. Según el censo de 2017, tiene una población de 2622 habitantes.
Desde el punto de vista jerárquico de la Iglesia católica forma parte de la Prelatura de Chota, sufragánea de la Arquidiócesis de Piura.

## Historia
El distrito de Santa Cruz fue creado mediante ley del 10 de diciembre de 1959, en el segundo gobierno del Presidente Manuel Prado Ugarteche.

## Geografía
Tiene una superficie de 128,0 km². Su capital del distrito se encuentra a una altitud de 1700 m s. n. m.

## Autoridades

### Municipales
- 2023 - 2026
  - Alcalde: Wilmer Llatas Cardozo
  - Regidores: Carlos Alberto Cubas Vasquez, Leonela Hibet Cubas Hurtado; Hilber Diaz Carrasco, Deisy Maldonado Medina; Joel Requejo Navarro (Somos Perú)
- 2011 - 2014[3]
  - Alcalde: José Cesario Leyva Cubas, del Movimiento Regional Fuerza Social Cajamarca (FS).
  - Regidores: Willan Arcenio Barboza Pérez (FS), Lucio Gabino Núñez Bautista (FS), Antonio Carranza Pérez (FS), Esther Fernández Díaz (FS), Gerardo Delgado Chugden (Acción Popular).
- 2007 - 2010
  - Alcalde: Hernando Pérez Silva.

### Policiales
- Comisario:    PNP

### Religiosas
- Prelatura de Chota[4]
  - Obispo Prelado: Mons. Fortunato Pablo Urcey, OAR